# Jurij II.
Jurij II. Vsevolodovič (26. listopadu 1188, Suzdal – 4. března 1238), byl čtvrtým velkoknížetem Vladimírsko-suzdalského knížectví (1212–1216, 1218–1238), v době mongolského vpádu na Rus.

## Život
Byl třetím a nejoblíbenějším synem Vsevoloda III. a Marie Shvarnovny.
Poprvé se vyznamenal v bitvách proti Rjazani v roce 1208. Jeho otec chtěl, aby Jurij zdědil Rostov a jeho starší bratr Konstantin, který by vládl ve Vladimiru. Ten však prohlásil, že bude vládnout oběma městům, nebo vůbec nic. Poté Vsevolod vydědil Konstantina a předal trůn Juriji.
Po Vsevolodově smrti se Konstantin spojil s Mstislavem Boldem a porazil Jurije a jeho další bratry na řece Lipici. Poté, co získal Vladimír, Konstantin řekl Juriji, aby vládl Rostovu a Jaroslavli. O dva roky později Konstantin zemřel a Jurijovi bylo dovoleno vrátit se k Vladimiru.
Během jeho vlády ve Vladimíru Jurij vedl několik válek proti Volze v Bulharsku a založil pevnost Nižnij Novgorod na řece Volze, aby zajistil oblast před bulharskými útoky. Instaloval svého mladšího bratra Jaroslava v Novgorodu. Když Mongolové poprvé oslovili Rusko v roce 1223, vyslal proti nim malou jednotku, která však dorazila příliš pozdě na to, aby se zúčastnila katastrofální bitvy o řeku Kalku.
Když se Mongolové v roce 1237 vrátili, Jurij se svými vyslanci pohrdal. Stejně tak nepomohl Ryazanu, když Batu Khan oblehl toto město. Jeho vlastní kapitál však byl další v řadě. Jurijovi synové byli poblíž Kolomny poraženi a sám Jurij sotva mohl uniknout do Jaroslavi. Jeho manželka Agatha ( sestra Michaila z Kyjeva ) a celá jeho rodina zemřeli ve Vladimíru, když se zhroutil kostel, kde hledali útočiště před požárem.
Sám Jurij byl zabit 4. března 1238 v bitvě u řeky Sit, kdy obrovské mongolské hordy porazily armádu Vladimírsko-Suzdalského knížectví. Pozůstatky knížete jsou v Vladimíru.
Ruskou pravoslavnou církví je uctíván jako světec.